# Tirán (barco 1956)
El Tirán, también conocido como Tiran y erróneamente como Titan, fue un buque de carga que encalló frente a la costa de Senegal, cerca de Joal en diciembre de 1977 y es conocido como una atracción turística en la zona.

## Historia y características

### Características
El carguero de vapor fue terminado en junio de 1956 en el astillero español Hijos de J. Barreras de Vigo para la naviera Joaquín Dávila Román y Compañía con el nombre de Tirán. El buque de carga general tenía dos bodegas de carga con un volumen total de 1699 m³ y disponía de cuatro grúas, cada una con un límite de carga de tres toneladas.

### Historia hasta 1975

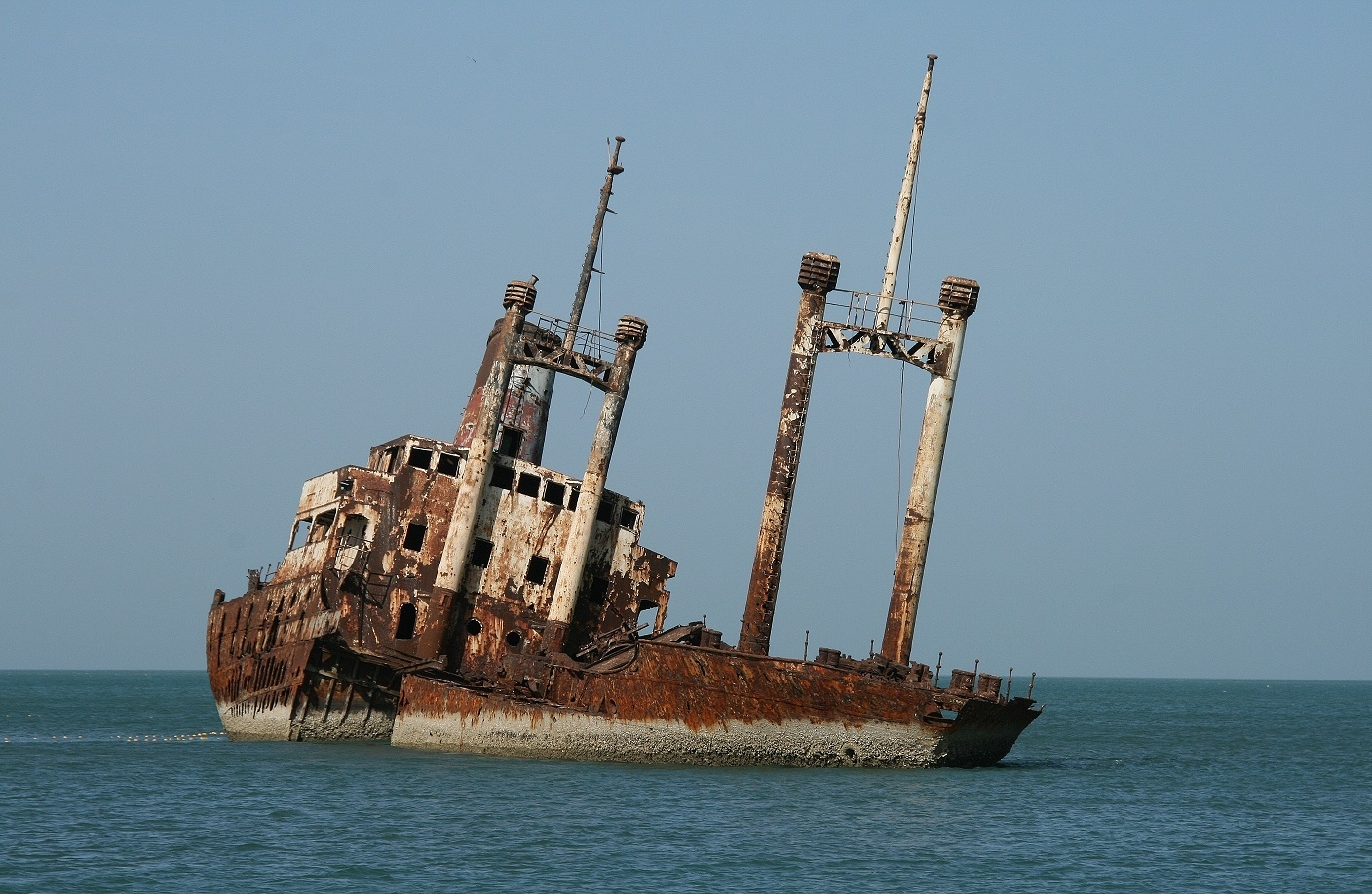
Pecio del Tirán en diciembre de 2011.

El Tirán y su gemelo, el Meira, construido dos años después, formaban parte de un proyecto de modernización de la naviera Joaquín Dávila, que comenzó a sustituir su envejecida flota a finales de los años cincuenta.  El buquerealizó su viaje inaugural a Las Palmas de Gran Canaria en junio/julio de 1956 para cargar plátanos. El Tirán se destinó inicialmente al transporte de fruta. En los años sesenta, además del servicio de Canarias e Inglaterra, el buque se utilizó en el Mediterráneo y, sobre todo, en el Adriático, principalmente para el transporte de productos alimenticios o materiales de construcción.  En enero de 1962, el Tirán transportó 400 vacas de Santander a Santa Cruz de Tenerife, pero 16 de ellas no sobrevivieron a la travesía debido al mal tiempo.
En 1970, el buque fue vendido a la Compañía Técnica de Gestión Naval, también española, conservando su nombre. En la década de 1970, el Tirán se desplegó entre las Islas Canarias, la Península y los puertos del noroeste de África.

### Incidente: finales 1975 / principios 1976
Entre finales de 1975 y principios de 1976, el buque estuvo implicado en un incidente de abandono de tripulación. El 11 de septiembre de 1975, el buque zarpó del puerto de Las Palmas con carga general a bordo rumbo a África Occidental. Tras atracar en Abiyán unos días más tarde, llegó a Port Harcourt (Nigeria) a principios de octubre y fondeó allí a la espera de un atraque libre. Debido al largo tiempo de espera, la tripulación española se vio obligada a racionar los alimentos y el combustible. 
A mediados de noviembre, un representante de la empresa propietaria visitó a la tripulación varada para proporcionarles dinero y provisiones y les prometió el regreso a casa para Navidad. A principios de diciembre comenzó por fin la descarga de la carga en el puerto de Port Harcourt, que se prolongó hasta mediados del mismo mes. Debido al deterioro de las condiciones sanitarias a bordo, el cocinero del barco tuvo que ser repatriado por motivos de salud. Como los recursos financieros eran insuficientes, el Tirán sólo recibió una parte del combustible necesario para el viaje de regreso y zarpó de Port Harcour en dirección a Dakar. Sin embargo, debido a la falta de combustible, la tripulación llegó a Dakar el 24 de octubre. 
En diciembre llegó al puerto liberiano de Monrovia. Allí, otro miembro de la tripulación tuvo que abandonar el barco debido a la malaria. A principios de enero de 1976, la situación a bordo volvió a empeorar, ya que el agua potable también corría peligro de agotarse. Tras la intervención de un radioaficionado malagueño y del canciller de la embajada española en Monrovia, un miembro de la autoridad española de sanidad marítima visitó finalmente a la tripulación in situ a mediados de febrero y organizó su evacuación, que tuvo lugar a mediados de marzo. Sólo el capitán y el primer oficial permanecieron a bordo.
La tripulación de reemplazo se hizo cargo finalmente del Tirán a finales de marzo y se subió a bordo un cargamento de madera. Sin embargo, la salida del carguero de Monrovia se retrasó hasta mediados de agosto debido a desacuerdos financieros. El Tirán regresó finalmente a Las Palmas el 27 de agosto de 1976.

## Accidente y paradero

### Accidente
El 31 de diciembre de 1977, el Tirán encalló en un viaje sin carga de Banjul a Las Palmas y quedó varado a unos cien metros de la playa de la localidad costera de Palmarin, cerca de Joal. Previamente había estado transportando cemento de Huelva a Senegal. Los 12 tripulantes españoles fueron rescatados ilesos.

### Paradero
El pecio del Tirán está partido en dos y aún es visible. Sin embargo, el pecio está expuesto a un deterioro cada vez mayor. Hace unos años, el trinquete se derrumbó, la sección de proa está en gran parte bajo el agua y las planchas de popa sufren una grave corrosión.